# 春の踊り (1961年の宝塚歌劇)
『春の踊り』（春のおどり）は宝塚歌劇団の舞台作品。 
形式名は「グランド・ショー」。12場。
併演作品は『サルタンバンク』。

## 解説
※『宝塚劇場100年史（舞台編）』の宝塚大劇場公演のデータを参照
宝塚ファミリーランド開設50年を記念して、宝塚では長く愛唱されてきた曲の数々により、ファンには懐かしい日本調のショーであった。宝塚歌劇団47期生が初舞台を踏んだ。
花組公演では初舞台生の披露などを省略し、「春の断層」のモダンバレエを入れたため、テンポが速まった作品となった。

## 公演期間と公演場所
- 月組公演：1961年3月23日 - 4月30日　宝塚大劇場[1]
- 花組公演：1961年5月2日 - 5月31日　宝塚大劇場[1]

## スタッフ
- 構成・演出：白井鐵造[1][2]
- 構成・振付：渡辺武雄[1][2]
- 脚本・演出：菅沼潤[1][2]
- 音楽[2]：入江薫、堤五郎、十時一夫、河崎恒夫、中野潤二、寺田瀧雄、吉崎憲治
- 音楽指揮：溝口堯[2]
- 振付[2]：河上五郎、花柳幾久英、花柳寛
- 装置：石浜日出雄[2]
- 衣装[2]：小西松茂、中川菊枝
- 照明：今井直次[3]
- 小道具：山田圭一郎[3]
- 効果：松岡知一[3]
- 演出補：小原弘稔[3]